# Carl Legien

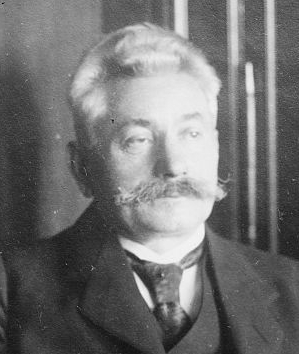
Carl Legien

Carl Legien (ur. 1 grudnia 1861 w Malborku, zm. 26 grudnia 1920 w Berlinie) – niemiecki związkowiec i działacz polityczny.
W roku 1885 Legien wstąpił do SPD, a w 1886 zaangażował się w ruchu związkowym. Pod jego przewodnictwem w roku 1887 powstało Zrzeszenie Tokarzy Niemiec (Vereinigung der Drechsler Deutschlands). W roku 1889 Legien wziął udział w międzynarodowym kongresie socjalistów w Paryżu, który zakończył się powstaniem Drugiej Międzynarodówki. 
Od roku 1890 przewodniczący niemieckiej Generalnej Komisji Związków Zawodowych (Generalkommission der Gewerkschaften). W roku 1913 został prezydentem Międzynarodowego Zrzeszenia Związków Zawodowych, a w roku 1919 przewodniczącym Powszechnego Niemieckiego Zrzeszenia Związków Zawodowych.
Po zakończeniu I wojny światowej Legien uczestniczył we wspólnej inicjatywie przedsiębiorców i robotników, tzw. Centralnej Grupie Roboczej (Zentralarbeitsgemeinschaft), gdzie był – wraz z Hugo Stinnesem – głównym twórcą porozumienia, później ochrzczonego od ich nazwisk Porozumieniem Stinnesa i Legiena (Stinnes-Legien-Abkommen), w którym po raz pierwszy w Niemczech oficjalnie uznano pełną wolność tworzenia i działania związków zawodowych, potwierdzoną następnie w Konstytucji Republiki Weimarskiej, oraz wprowadzono ośmiogodzinny dzień pracy.
W roku 1920 Legien zorganizował strajk generalny przeciwko puczowi Kappa.
W marcu 1920 Friedrich Ebert zaproponował mu utworzenie rządu, Legien jednak odmówił.
W latach 1893–1898 oraz 1903–1920 Legien był deputowanym do Reichstagu.